# Fin août, début septembre
Fin août, début septembre è un film francese del 1998 diretto da Olivier Assayas, con Mathieu Amalric e Virginie Ledoyen. 

## Trama
Gabriel e Jenny si separano, ma c'è qualcosa che continua a legarli. Nasce poi una forte attrazione per la giovane Anne.  Allo stesso tempo Gabriel deve stare vicino ad Adrien, scrittore che non riesce a decollare, che manifesta sintomi di qualche malattia seria.